# Chalous
Chalous é uma das antigas cidades da província de Mazandarão, localizada na planície intermediária do mar Cáspio.